# Pippa Grange
Pippa Grange es una psicóloga aplicada británica, escritora y directora de Desarrollo de Personas y Equipos en The Football Association hasta finales de 2019. Es la fundadora de la consultora Bluestone Edge.

## Infancia y educación
Grange nació en Harrogate, Yorkshire. Estudió psicología en la Loughborough Universidad y jugó en la liga de baloncesto nacional.

## Carrera
En 1996 Grange se trasladó a Adelaida con un contrato de un año para trabajar en desarrollo de baloncesto. Grange completó un programa Vincent Fairfax Felowship en el St James Ethics Centro. Se doctoró en Psicología Aplicada en la Victoria University de Australia. Su tesis, La tensión es inaguantable; espero que dure, estudia la relación entre tensión y rendimiento en deporte.
Grange fue nombrada directora general de Cultura y Liderazgo de la Asociación de Jugadores de la Liga Australiana de Fútbol por Brendon Gale. En 2008 criticó a la Liga de Fútbol Australiana por abandonar al conocido jugador de la AFL Ben Cousins durante su lucha contra la adicción a las drogas. Fundó la consultora Bluestone Edge en 2010. Trabajó con las ligas de fútbol y rugby de la AFL, así como con el equipo olímpico. En 2012 ayudó al equipo australiano de natación después de su fracaso en los Juegos Olímpicos. Fue presidenta del Comité Directivo de Alcohol Responsable de AFL y de la campaña de Inclusión y Diversidad para aumentar la aceptación de la homosexualidad.
En 2014, Grange publicó Liderazgo ético en el deporte: ¿Cuál es tu juego final?, una guía para navegar por posiciones de liderazgo en los deportes. Grange fue nombrada Directora de Desarrollo de Personas y Equipos de la Asociación de Fútbol en noviembre de 2017. Ella fue la responsable de desarrollar la resiliencia psicológica de los jugadores. Grange tiene su sede en St George's Park National Football Center y trabaja con los equipos, entrenadores y personal de hombres y mujeres.
El 27 de julio de 2019, se anunció que Grange dejaría su puesto en The FA a finales de 2019 para centrarse en "la definición más amplia de éxito y ganar en el deporte, especialmente para mujeres y niñas".